# On the River
 (octobre 2018).
Singles de Superbus
Strong & Beautiful
(2016) Silencio
(2020)
On the River est le second single de Sixtape, sixième album studio du groupe français Superbus.

## Composition et paroles
La chanson On the River a été écrite et composée par Jennifer Ayache.

## Parution
Le single On the river est sorti le 13 mai 2016 sur les plateformes digitales, le jour de la sortie en précommande de Sixtape, en compagnie de 4 tourments.

## Clip vidéo
Le clip d'On the river est une sorte d'hybride entre une lyrics vidéo et un clip. D'inspiration pop art, on peut y voir des images stylisées du groupe et des animations des paroles en néon.